# Wakool Shire
Wakool Shire var ett lokalt självstyresområde i Australien. Det låg i delstaten New South Wales, i den sydöstra delen av landet, omkring 680 kilometer väster om delstatshuvudstaden Sydney. Wakool Shire hade 3 979 invånare 2014.
Området slogs den 12 maj 2016 samman med Murray Shire och uppgick i det nya självstyresområdet Murray River Council.
Utöver huvudorten Moulamein omfattade Wakool Shire även samhällena Barham, Kyalite, Tooleybuc, Koraleigh och Wakool.